# Gewindeeinsatz
Mit dem Gewindeeinsatz werden Innengewinde für Schraubverbindungen hergestellt, indem ein Hohlzylinder („Einsatz“) mit Innengewinde in das Material eingesetzt wird. Das Verfahren ist mit dem Dübeln verwandt. Es gibt verschiedene Bauformen von Gewindeeinsätzen.

## Herkömmliche Gewindeeinsätze
Ein Gewindeeinsatz, auch Einschraubmutter oder Gewinde- und RAMPA-Muffe genannt, ist ein Hohlzylinder mit metrischem Innengewinde und (zumeist grobem) Holzschraubenaußengewinde. Der Gewindeeinsatz ist insbesondere im Möbelbau verbreitet. Aber auch in vielen weiteren Materialien aus dem Holz-, Kunststoff- und Metallbereich kann er Anwendung finden.
Die Gewindekontur beschreibt den Linienverlauf der Kontur, wobei eine Unterscheidung zwischen der Viereck-Kontur, der Rund-Kontur, der Dreieck-Kontur und der Polygon-Kontur üblich ist. Gewindeeinsätze werden zudem durch verschiedene Steigungen P, Flankenwinkel und Gewindeprofile differenziert.
Vorteil des Gewindeeinsatzes gegenüber der Einschlagmutter ist, dass (bei erschwertem Zugang über die Bauteilaußenseite) die Montage von derselben Seite erfolgen kann, von welcher später die Maschinenschraube eingedreht wird. Er benötigt somit ebenfalls nicht zwangsläufig eine in der Oberfläche der Bauteilaußenseite sichtbare und daher meist unerwünschte Durchgangsbohrung. Ein weiterer Vorteil dieses Gewindeeinsatzes liegt darin, dass die Eindrehtiefe innerhalb der Grenzen stufenlos gewählt und variiert werden kann, was i. d. R. bedeutet, dass man ihn aus ästhetischen Gründen mit der Oberfläche des Bauteils bündig abschließend eindrehen kann.

## Drahtgewindeeinsätze

### Einleitung

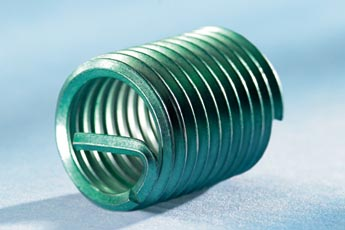
„Helicoil plus“-Drahtgewindeeinsatz

Drahtgewindeeinsätze schaffen hochbelastbare Verbindungen in metallischen Werkstoffen geringer Festigkeit und sind seit rund 50 Jahren in der Praxis bewährt. Die Drahtgewindeeinsätze werden aus profiliertem Draht zu einer federnden Wendel geformt. Der Mitnehmerzapfen, welcher zur Montage benötigt wird, wird nach dem Einbau an der Kerbe (Sollbruchstelle) abgetrennt, sodass ein Durchgangsgewinde entsteht, das je nach Ausführung des Aufnahmegewindes einem ISO-Mutterngewinde der Toleranzklasse 6H bzw. 5H entspricht. Die gängigste deutsche Norm ist die DIN 8140-1 bis -3. Sie spezifizierte Mutterngewinde, die mittels Drahtgewindeeinsatz erzeugt werden, als EG = Einsatzgewinde.
Durch das Einsetzen eines Drahtgewindeeinsatzes wird eine Gewindeverbindung erzeugt, die verschleißfester und korrosionsbeständiger als eine Einzelschraubverbindung ist.
Der Prototyp des Drahtgewindeeinsatzes trägt das Warenzeichen Helicoil und wurde Ende der 1940er Jahre in den USA entwickelt. Der Helicoil wird heute von den Firmen Böllhoff und Emhart Teknologies hergestellt, weiterentwickelt und vertrieben.

Weitere Hersteller von Drahtgewindeeinsätzen sind unter anderem die Firma Baercoil mit dem gleichnamigen Produkt, die Firma VÖLKEL mit V-COIL und die Firma Arconic mit dem Recoil.
Soll dagegen in Holz oder ähnliche Werkstoffe wie z. B. weichen Kunststoff ein metrisches Gewinde eingebracht werden, kommen meistens Rampamuffen zum Einsatz.

### Grundlagen
Drahtgewindeeinsätze zeichnen sich durch hohe Verschleißfestigkeit, geringe Gewindereibung in engen Toleranzen, hohe Oberflächengüte sowie Korrosions- und Wärmebeständigkeit aus.
Die vom Muttergewinde und der Festigkeit des Werkstoffes vorgegebenen Leistungsgrenzen werden durch die international bewährte Technologie erhöht. Bei Verwendung eines Drahtgewindeeinsatzes sind folgende Arbeitsschritte notwendig:
1. Kernlochbohren (es werden handelsübliche Spiralbohrer verwendet) – Vorgaben für die Kernlochdurchmesser der einzelnen Abmessungen finden sich in der DIN 8140-2.
2. Aufnahmegewinde erzeugen – Zum Schneiden des Aufnahmegewindes sind systembestimmte Gewindebohrer zu verwenden. Die Lehrenhaltigkeit des Aufnahmegewindes ist mit Gewindegrenzlehrdornen zu prüfen. Gewindefräsen und Gewindeformen sind ebenfalls gängige Herstellverfahren zur Erzeugung des Aufnahmegewindes.
3. Einbauvorgang
4. Gewindeeinsatz einlegen – Der Einbau ist mit Hand- und maschinellen Einbau-Werkzeugen oder Einbau-Automaten möglich. Der Drahtgewindeeinsatz wird mit seinem Mitnehmerzapfen nach unten auf die Einbauspindel aufgeschraubt, in die Vorspannpatrone eingelegt oder auf das Überwurfwerkzeug aufgesteckt und das Gerät auf die Gewindebohrung gesetzt.
5. Einbauen – Durch Drehen des Gewindedorns, der Spindel bzw. des Überwurfwerkzeuges von Hand bzw. Auslösen des Antriebs wird der Gewindeeinsatz eingedreht. Er ist mit min. 0,25 P unter die Oberfläche einzubauen.
6. Zapfenbrechen – Um ein Durchgangsgewinde zu schaffen, wird der Mitnehmerzapfen an der Kerbe abgebrochen. Dies geschieht mit einem Zapfenbrecher. Bei Gewinden ab M 14 Fein- und Normalsteigung kann der Mitnehmerzapfen mit einer Spitzzange entfernt werden. Bei Grundlochgewinden kann das Entfernen unterbleiben, wenn die maximale Einschraubtiefe der Schraube beachtet wird.

Man unterscheidet lt. der DIN 8140-1 zwei verschiedene Ausführungen.
- Form A: Gewinde von M2 bis M39 und von M8 × 1 bis M39 × 3
- Form B: mit polygonen elastischen Windungen, mittig angeordnet, zur Klemmung / Gewinde von M2,5 bis M24 und von M8 × 1 bis M33 × 2

Anmerkung: Klemmung ist die Erzeugung eines erhöhten Reibungsschlusses im Gewinde, der dem selbsttätigen Lösen der Schraubenverbindung entgegenwirkt. Als zusätzliches Reibdrehmoment gilt das zum Drehen der Schraube im Gewinde erforderliche Drehmoment, welches ohne axiale Belastung während des Drehvorganges gemessen wird.
Gewindeeinsätze haben eine Kerbe, die das Abbrechen des Mitnehmerzapfens ermöglicht.
Neben der DIN 8140 Teil 1 bis 3 sind die Luftfahrtnormen LN 9039 für Drahtgewindeeinsätze aus Edelstahl der Form A, LN 9499 für Drahtgewindeeinsätze aus Edelstahl der Form B und die DIN 65536 für Drahtgewindeeinsätze aus Bronze die in Europa am weitesten verbreiteten Normen.

### Aufnahmegewindeauslegung
Eine detaillierte Erläuterung zur Berechnung und Auslegung einer Schraubverbindung findet sich in der VDI-Richtlinie 2230.

### Konstruktionsrichtlinien
Die Bemessung der Mindestwandstärken wird weitgehend von den einzelnen Betriebsdaten bestimmt.
Diese wiederum bestimmen die Festigkeit des Werkstoffes sowie die Einschraublänge. Die angegebenen Richtwertformeln gelten für Aluminium-, Guss- und Knetlegierungen und eine Gewindeeinschraublänge des
Drahtgewindeeinsatzes von 1,5 d.
- d = Nenndurchmesser
- DHC = Außendurchmesser des Aufnahmegewindes
- a = Restwandstärke

### Oberflächen
Zur Vermeidung von Kaltverschweißungen zwischen beispielsweise CrNi-Schrauben und Drahtgewindeeinsätzen aus Edelstahl sowie der galvanischen Trennung kontaktkorrosionsgefährdeter Materialpaarungen, kann der Drahtgewindeeinsatz mit unterschiedlichen Oberflächen beschichtet werden (z. B. Silber, verschiedene Trockenschmierfilme, Zinn).

### Reibung
Die Gewindereibung kann durch den Einsatz eines Drahtgewindeeinsatzes reduziert und der Streubereich eingegrenzt werden (z. B. liegt µG einer Stahlschraube der Festigkeitsklasse 10.9 im Anlieferungszustand verschraubt in ein geschnittenes Mutterngewinde zw. 0,12…0,18, wohingegen bei Einsatz eines Drahtgewindeeinsatzes die Werte für µG zw. 0,11…0,13 liegen). Hieraus resultiert bei einem drehmomentgesteuerten Schraubenanziehverfahren eine präziser einstellbare Schraubenvorspannkraft bzw. eine bessere Ausnutzung der Schraubenstreckgrenze.

### Einsatzgebiete
Ursprünglich als Reparaturlösung gedacht, ist der Drahtgewindeeinsatz heutzutage als Konstruktionselement anerkannt. Die Einsatzgebiete sind aufgrund der verschiedenen Ausführungen hinsichtlich Material, Typ und Oberflächenbeschichtung vielfältig. Vorrangig kommt er im Zuge von Leichtbaukonstruktionen in scherschwachen Materialien wie Aluminium- und Magnesiumlegierungen zum Tragen. Hier dient er zur Gewindepanzerung und weist auch nach einer großen Anzahl von Wiederholverschraubungen ein lehrenhaltiges Gewinde auf.
Durch den Einsatz von Drahtgewindeeinsätzen ergeben sich, ausgehend von dem Standard ISO-Mutterngewinde, unterschiedliche Möglichkeiten der konstruktiven Gestaltung:
- A: Die Gewindelänge kann bei gleichem Schraubendurchmesser und gleicher Festigkeitsklasse reduziert werden.
- B: Der Schraubendurchmesser kann bei gleicher Gewindelänge reduziert werden. (Hierbei ist zu beachten, dass die Festigkeit der Schraube unter Umständen angehoben werden muss.)
- C: Eine Kombination aus A und B – Für thermisch hoch beanspruchte Schraubverbindungen stehen Drahtgewindeeinsätze aus Nickel-Basis-Werkstoffen mit und ohne Beschichtung zur Verfügung. Elastizität und Federkraft bleiben auch unter hohen Temperaturen erhalten. Da der Grundkörper durch den Einsatz des Drahtgewindeeinsatzes nicht direkt mit der hohen Temperatur beaufschlagt wird, kann der Einsatz eines Materials möglich sein, das eine geringere Temperaturbeständigkeit aufweist. Die v.g. Eigenschaften des Drahtgewindeeinsatzes können bei entsprechender Anwendung zur Kosten- und Gewichtsreduzierung genutzt werden.

## Weiterführende Literatur
- [Bol10a] Technik rund um Schrauben, Böllhoff, 6. Auflage, 2010
- [Bol10b] Böllhoff aktuell, Sichern von Schraubenverbindungen, Ausgabe 27
- [MB302] Strelow, O.: Merkblatt 302: Sicherungen für Schraubverbindungen, Beratungsstelle für Stahlverwendung, Düsseldorf
- [Rol09] Wittel, H.; Jannasch, D.; Voßiek, J.; Spura, C.: Roloff / Matek Maschinenelemente, Tabellenbuch, 24. Auflage, 2019
- [VDI2230] Systematische Berechnung hochbeanspruchter Schraubenverbindungen Zylindrische Einschraubenverbindungen, Blatt 1, Oktober 2001